# Alex Vogel
Alex Vogel (30 juli 1999) is een Zwitsers wielrenner. Hij combineert zowel het wegwielrennen als het baanwielrennen. In 2019 behaalde Vogel met de Zwitserse ploeg een derde plaats tijdens de Europese kampioenschappen baanwielrennen voor belofte. 

## Palmares

### Wegwielrennen
2021
Proloog Tour du Pays de Montbéliard

### Baanwielrennen
| Jaar     | NK                            | EK                            | WK       | Overig                             |
| Junioren | Junioren                      | Junioren                      | Junioren | Junioren                           |
| -------- | ----------------------------- | ----------------------------- | -------- | ---------------------------------- |
| 2017     |                               | omnium · ploegenachtervolging |          |                                    |
| Belofte  |                               |                               |          |                                    |
| 2019     |                               | ploegenachtervolging          |          |                                    |
| Elite    |                               |                               |          |                                    |
| 2018     | puntenkoers · afvalkoers      |                               |          |                                    |
| 2019     |                               |                               |          |                                    |
| 2020     | omnium · achtervolging        |                               |          |                                    |
| 2021     | afvalkoers                    | ploegenachtervolging          |          |                                    |
| 2022     | 1km tijdrit                   |                               |          |                                    |
| 2023     | afvalkoers · koppelkoers      |                               |          |                                    |
| 2024     | scratch · afvalkoers · omnium |                               |          | Olympische Zomerspelen: 11e omnium |
| 2025     |                               | ploegenachtervolging          |          |                                    |

## Ploegen
- 2019 –  Swiss Racing Academy
- 2020 –  Swiss Racing Academy
- 2021 –  Swiss Racing Academy
- 2022 –  Swiss Racing Academy